# شهرستان پورونایسکی
شهرستان پورونایسکی (به لاتین: Poronaysky District) یک شهرستان در روسیه است که در استان ساخالین واقع شده‌است.